# Machine spéciale
Une machine spéciale (special-purpose machine en anglais) est une machine de production conçue sur mesure pour les besoins spécifiques d'une entreprise industrielle, par opposition aux machines génériques comme les machines-outils.
Elle diffère des autres machines de production par son originalité technique et comme son nom l'indique, par le fait qu'elle ne soit pas générique.
Elle est généralement fabriquée en exemplaire unique et répond le plus souvent à des besoins d'automatisation de fabrication, d'assemblage, de test ou encore de conditionnement.

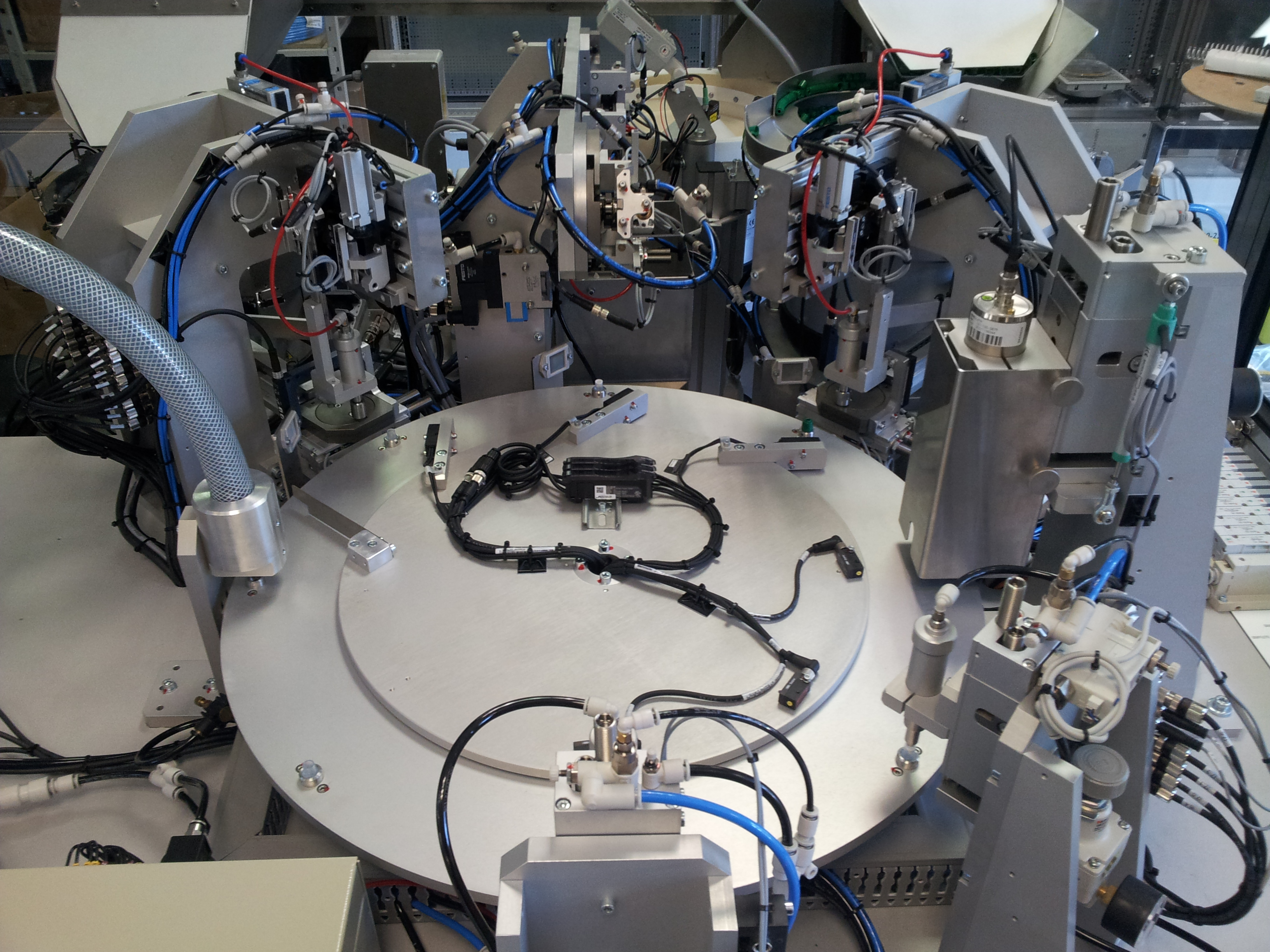
Machine spéciale d'assemblage automatisé de valves médicales

Les différents types de machines spéciales vont du poste de travail assisté à la ligne de production entièrement automatisée.

## Savoir-faire
La conception d'une machine spéciale nécessite le savoir-faire d'un bureau d'études avec des connaissances dans divers domaines industriels :
- Automatisme avec notamment l'utilisation d'automates industriels
- Mécanique avec des problématiques de conception et de fabrication
- CAO pour le dessin de pièces spécifiques et pour modéliser l'ensemble de la machine avec tous ses composants
- Pneumatique avec l'utilisation de vérins pour gérer les déplacements des pièces ou des outils
- Vision industrielle en 2D, 3D, thermique ou encore par rayons X pour réaliser du contrôle ou de l'ajustement de position, par exemple
- Robotique industrielle avec la programmation de robots de 3 à 6 axes
- Électricité pour la réalisation des schémas électriques et le câblage de tous les composants électriques

## Secteurs d'activité et exemples de réalisations
On trouve des machines spéciales dans toutes les branches de l'industrie et pour des besoins très variés comme:
- Aéronautique: cellule automatique de montage et démontage de plaquettes d’usinage
- Équipements sanitaires: ligne entièrement automatisée d'assemblage, de test et de conditionnement de robinets
- Automobile: assemblage semi-automatique de silentblocs et insonorisation sur moteur Renault dCi
- Pharmaceutique: poste entièrement automatisé d’assemblage de valves pour le médical
- Industrie de la santé animale: coupe et conditionnement d’aliments pour animaux
- Électronique: machines de bobinage de disjoncteurs

## Sécurité des machines et prévention des risques professionnels
Les machines peuvent, si aucune mesure de prévention n'est prise, présenter des risques pour les opérateurs et tierces personnes amenés à les côtoyer.
Dans l’Union Européenne, d'un point de vue réglementaire, la conception et l’utilisation d’une machine-outil doivent être conformes, entre autres :
- à la directive "Machines" 2006/42/CE pour la conception
- à la directive 2009/104/CE qui s’adresse aux utilisateurs de machines

### Conception des machines spéciales destinées au marché européen
Conformément aux dispositions de la directive européenne "Machines" 2006/42/CE, les fabricants doivent réduire les risques dès la conception et respecter les Exigences Essentielles de Santé et de Sécurité listées dans son Annexe I.
Pour les aider dans leur démarche, les fabricants pourront s'appuyer sur la norme internationale ISO 12100:2010 "Sécurité des machines — Principes généraux de conception — Appréciation du risque et réduction du risque" qui décrit les principes généraux de conception des machines, ainsi que sur les brochures INRS relatives à la prévention des risques mécaniques et à la conception des systèmes de commande.

### Utilisation des machines spéciales sur le territoire européen
Afin de préserver la santé et la sécurité des travailleurs, l’employeur doit s’assurer que les machines sont sûres et conformes et que leur utilisation n’expose pas les salariés à des risques, et ceci dans toutes leurs phases de vie.
A cet effet, il doit réaliser l’évaluation des risques liés à la machine dont les résultats seront transcrits dans le Document unique d’évaluation des risques.
De plus, l’employeur a l’obligation de maintenir la machine en état de conformité (article 4.2 de la directive européenne 2009/104/CE).